# Clásica de San Sebastián 2003
La 23º edición de la Clásica de San Sebastián se disputó el 9 de agosto de 2003, por un circuito por Guipúzcoa con inicio y final en San Sebastián, sobre un trazado de 227 kilómetros. La prueba perteneció a la Copa del Mundo
El ganador de la carrera fue el italiano Paolo Bettini (Quick Step), que se impuso a los también italianos Ivan Basso (Fassa Bortolo) y Danilo Di Luca (Saeco).

## Clasificación final
| Posición | Ciclista             | Equipo            | Tiempo   |
| -------- | -------------------- | ----------------- | -------- |
| 1        | Paolo Bettini        | Quick Step        | 5h44'42" |
| 2        | Ivan Basso           | Fassa Bortolo     | s.t.     |
| 3        | Danilo Di Luca       | Saeco             | a 20"    |
| 4        | Francesco Casagrande | Lampre            | s.t.     |
| 5        | Andrea Noè           | Alessio           | a 23"    |
| 6        | Gorka Gerrikagoitia  | Euskaltel-Euskadi | a 33"    |
| 7        | Davide Rebellin      | Gerolsteiner      | s.t.     |
| 8        | Michael Boogerd      | Rabobank          | a 34"    |
| 9        | Michael Rasmussen    | Rabobank          | a 37"    |
| 10       | Paolo Valoti         | Domina Vacanze    | a 1'53"  |